# Малий Іджош
Малий Іджош (серб. Мали Иђош) — село в Сербії, належить до общини Малий Іджош Північно-Бацького округу в багатоетнічному, автономному краю Воєводина. Поселення є адміністративним центром однойменної громади.

## Населення
Населення села становить 5713 осіб (2002, перепис), з них:
- угорці — 4767 — 87,22%;
- серби — 389 — 7,11%;
- мадяри — 119 — 2,17%;

Решту жителів  — з десяток різних етносів, зокрема: македонці, румуни, німці і кілька десятків русинів-українців.